# Kas
Kas (rusky Kac) je řeka v Krasnojarském kraji v Rusku. Je dlouhá 464 km. Nad soutokem s řekou Malý Kas se nazývá Velký Kas. Povodí řeky má rozlohu 11 200 km².

## Průběh toku
Řeka protéká po východním okraji Západosibiřské roviny. Ústí zleva do Jeniseje.

## Vodní režim
Zdrojem vody jsou převážně sněhové srážky. Průměrný roční průtok vody ve vzdálenosti 197 km od ústí činí přibližně 53 m³/s. Nejvyšších vodních stavů dosahuje od května do června. Zamrzá na začátku listopadu a rozmrzá v polovině května.

## Využití
Přes svůj levý přítok Malý Kas byla řeka součástí Obskojenisejské vodní cesty, která ji spojovala s řekou Keť.